# ثوابت المناقب
ثَوابِتُ المَناقِب یا ثواقب المناقب اولیاءالله کتابی صوفیانه - عرفانی از  عبدالوهاب همدانی نویسندهٔ سدهٔ دهم هجری قمری است که در سال  ۹۴۷ قمری نوشته شده است. این کتاب مشتمل است بر مقدمه و نُه ذکر و خاتمه. هر ذکر در چند باب شرح مناقب یکی از منسوبان یا جانشینان مولوی و البته خود اوست. در موضوع خود بسیار مهم و سودمند و در واقع تحریر تازه‌ای از کتاب مناقب العارفین نوشتهٔ شمس‌الدین احمد افلاکی در شرح احوال و زندگی مولوی و خاندان او  مشایخ سلسلهٔ مولویه است. نویسنده هرجا لازم دانسته دست به حک و اصلاح زده و مواردی را تلخیص کرده و در بعضی جاها مطالبی افزوده است. همچنین دقت خاصی در تواریخ اعمال کرده و در صورت لزوم آنها را تصحیح نموده است. نسخه‌ای از آن در کتابخانهٔ دیوان هند موجود است.

## منبع
- شریفی، محمد (۱۳۸۷).  محمد‌رضا جعفری، ویراستار. فرهنگ ادبیات فارسی‌. تهران: فرهنگ نشر نو و انتشارات معین. شابک ۹۷۸-۹۶۴-۷۴۴۳-۴۱-۸.